# Podeni (okręg Vâlcea)
Podeni – wieś w Rumunii, w okręgu Vâlcea, w gminie Perișani. W 2011 roku liczyła 74 mieszkańców.